# Chicago Sky 2023
La stagione 2023 delle Chicago Sky fu la 18ª nella WNBA per la franchigia.
Le Chicago Sky arrivarono quinte nella Eastern Conference con un record di 18-22. Nei play-off persero il primo turno con le Las Vegas Aces (2-0).

## Roster
| N° | Naz.                   | Ruolo | Sportivo           | Anno | Alt. | Peso |
| -- | ---------------------- | ----- | ------------------ | ---- | ---- | ---- |
| 0  | Stati Uniti (bandiera) | C     | Khaalia Hillsman   | 1996 | 196  |      |
| 1  | Stati Uniti (bandiera) | AC    | Elizabeth Williams | 1993 | 190  | 90   |
| 2  | Stati Uniti (bandiera) | GA    | Kahleah Copper     | 1994 | 185  | 70   |
| 4  | Stati Uniti (bandiera) | G     | Marina Mabrey      | 1996 | 180  | 77   |
| 7  | Stati Uniti (bandiera) | AC    | Taylor Soule       | 2000 | 180  | 84   |
| 8  | Australia (bandiera)   | A     | Alanna Smith       | 1996 | 193  | 81   |
| 10 | Stati Uniti (bandiera) | G     | Courtney Williams  | 1994 | 173  | 63   |
| 11 | Stati Uniti (bandiera) | G     | Dana Evans         | 1998 | 168  | 66   |
| 21 | Stati Uniti (bandiera) | A     | Robyn Parks        | 1992 | 183  |      |
| 23 | Mali (bandiera)        | A     | Sika Koné          | 2002 | 190  | 81   |
| 24 | Stati Uniti (bandiera) | A     | Ruthy Hebard       | 1998 | 193  | 86   |
| 25 | Stati Uniti (bandiera) | A     | Morgan Bertsch     | 1997 | 193  |      |
| 33 | Regno Unito (bandiera) | AC    | Kristine Anigwe    | 1997 | 193  | 90   |
| 35 | Stati Uniti (bandiera) | G     | Rebekah Gardner    | 1990 | 185  | 59   |

## Staff tecnico
- Allenatori: James Wade (7-9) (fino al 1º luglio)[1], Emre Vatansever (11-13)
- Vice-allenatori: Tonya Edwards, Ann Wauters, Emre Vatansever (fino al 1º luglio), Yoann Cabioc'h (dal 13 luglio)[2]
- Preparatore atletico: Meghan Lockerby
- Preparatore fisico: Ann Crosby